# Between You and Me
Líricamente, “Entre tu y yo/Between You and Me” enfatiza la importancia del perdón. En contraste con muchos de los otros singles de DC Talk, el mensaje cristiano de "Entre tú y yo", la importancia del perdón y la confesión, está muy implícito, aunque no se declara descaradamente en términos de ninguna religión específica. El video musical de la canción presenta a los miembros de la banda, Michael Tait, Kevin Max y Toby McKeehan, interpretando la canción en una lavandería. Entremezcladas hay imágenes de un hombre que llevaba un paquete mientras huía de otros dos hombres. 
Después del éxito inesperado del sencillo de rock grunge " Jesus Freak ", "Between You and Me" ayudó a llevar a DC Talk a un nuevo nivel de éxito y a consolidarlos como artistas principales. La canción más tarde le valió a DC Talk un premio GMA Dove y es el único sencillo de DC Talk que se ha incluido en el Billboard Hot 100. El sencillo también fue un éxito de la radio cristiana y alcanzó el número uno en las listas de la revista Christian Adult Contemporary y Christian Contemporary Hit Radio CCM. 

## Significado y composición
Líricamente, “Entre usted y yo” enfatiza la importancia del perdón. Además, el puente de la canción aborda la necesidad de confesar los pecados de uno a Dios. El miembro de DC Talk, Toby McKeehan, coguionista de la canción, dijo que la letra simplemente describe la forma en que funcionan las relaciones. McKeehan más tarde explicó en una entrevista que la canción provenía de su relación con sus compañeros Michael Tait y Kevin Max. 
En contraste con muchos de los otros singles de DC Talk, el mensaje cristiano de "Entre tú y yo", la importancia del perdón y la confesión, está muy implícito, aunque no se declara descaradamente en términos de ninguna religión específica. La única mención de Dios aparece durante el desglose de la canción, que está ausente en la edición de radio. Esta eliminación de Dios de la canción hizo que algunos fanáticos de la banda se preguntaran si el sello discográfico del grupo hizo un "esfuerzo consciente para eliminar cualquier contenido cristiano manifiesto de la canción".
"Between You and Me" se basa en el rasgueo acústico y la batería sintetizada, cortesía de Scott Williamson. La canción comienza con el rasgueo acústico en clave de sol mayor. La canción luego se mueve a la tecla de mi mayor durante los versos. "Entre usted y yo" presenta un coro que está en la clave de sol mayor; Además, el coro se compone de "voces principales infantiles", "armonías dulces" y "órganos giratorios". Durante los versos, Michael Tait, Kevin Max y Toby McKeehan se turnan para cantar. El segundo coro es seguido por un desglose melódico con guitarra minimalista y voces susurradas. La canción luego repite la línea "Es mi camino hacia la libertad" y "Tengo algo que decir" hasta el final.

## Vídeo musical
El vídeo musical de la canción presenta a Michael Tait, Kevin Max y Toby McKeehan interpretando la canción en una lavandería. Entremezcladas hay imágenes de un hombre que llevaba un paquete mientras huía de otros dos hombres. Cerca del final, se encuentra con la lavandería donde DC Talk está cantando y deposita la caja en un bote de basura antes de irse. Tait, Max y McKeehan luego buscan en el bote de basura para investigar el contenido de la caja. Justo cuando se abre la caja, el vídeo termina.
El video de "Between You and Me" se trasmitió en horario regular en MTV y VH1. Si bien el vídeo era popular, sin embargo, a la banda le resultaba cada vez más difícil reproducirse en MTV por lo que percibían como un sesgo en contra de la escena musical cristiana. McKeehan explicó que con "Between You and Me", el grupo pudo "escabullirse del portero", pero luego los DJ se dieron cuenta de que "este grupo es del mercado cristiano".

## Lanzamiento y recepción
La canción fue lanzada como el segundo sencillo para Jesus Freak en 1996. Sin embargo, debido a su gran atractivo, la canción se tocó ampliamente en muchas estaciones no cristianas, lo que llevó al sencillo a convertirse en un gran éxito. El sorprendente ascenso de la canción en las listas de Billboard fue el resultado de la asociación con Virgin Records. Phil Quartararo, entonces CEO de Virgin Records, dijo que "Entre usted y yo" fue "identificado al principio del juego como un corte muy amigable para la radio". Además de "Jesus Freak" y " Coloured People ", "Between You and Me" se consideró fundamental para que DC Talk se generalizara.
Comercialmente, la canción fue un éxito rotundo. La canción sigue siendo el sencillo de mayor audiencia de DC Talk en las radios, alcanzando el número 29 en la lista de Billboard Hot 100. El sencillo también fue un éxito de radio cristiano. Alcanzó el número uno en las listas de la revista Christian Adult Contemporary y Christian Contemporary Hit Radio CCM. El hecho de que la banda pudiera lograr el éxito impresionó a muchos fanáticos e individuos en la industria de la música. Jay R. Howard y John M. Streck, en su libro Apostles of Rock: The Splintered World of Contemporary Christian Music, lo llamaron "una validación significativa de la música".
Críticamente, la canción también fue un éxito. La revista Billboard le dio al sencillo una crítica extremadamente positiva y notó que la canción y la banda estaban ayudando a romper el mito de que "el pop cristiano tiene que ser pesado o remojar el jarabe de balada". La revista también elogió la canción por la letra que permanecen sutiles pero directas en el mensaje positivo de la canción". Michael Mehle, de Rocky Mountain News, señaló positivamente que la canción poseía cualidades de "sello R&B". AllMusic otorgó a las dos estrellas y media de cinco. "Between You and Me" tuvo éxito cuando se trató de los Premios GMA Dove. En 1997, la canción ganó un premio a la mejor canción grabada pop / contemporánea del año.

## Otros lanzamientos
Varias versiones de "Between You and Me" han aparecido en varios lanzamientos oficiales de DC Talk, incluido el álbum de grandes éxitos Intermission. Una versión en vivo de "Between You and Me" no está incluida en el lanzamiento en vivo de 1997 Welcome to the Freak Show. Esto se debe al hecho de que "Between You and Me" no se grabó hasta las últimas fechas de la gira, después de lo cual la grabación ya había tenido lugar. El vídeo musical, sin embargo, se incluyó en el lanzamiento en DVD del álbum. "Between You and Me" también aparece en el álbum recopilatorio WOW 1997. La canción también fue cubierta por Relient K y el equipo de Paul Wright y Ayiesha Woods para el álbum tributo Freaked!

## Listado de pistas
Single comercial de los Estados Unidos
1. "Between You and Me" (Radio Edit) – 3:47
2. "So Help Me God" – 4:39

Single comercial europeo
1. "Between You and Me" (Radio Edit) – 3:47
2. "So Help Me God" – 4:39
3. "The Hardway" – 5:18
4. "Between You and Me" (Album Version) – 4:59

## Posiciones
| Chart (1996)                           | Peak position |
| -------------------------------------- | ------------- |
| Canadá (RPM)                           | 6             |
| US Billboard Hot 100                   | 29            |
| US Hot Adult Top 40 Tracks (Billboard) | 11            |
| US Adult Contemporary (Billboard)      | 24            |
| US Top 40 Mainstream (Billboard)       | 15            |
| US Christian AC (The CCM Update)       | 1             |
| US Christian CHR (The CCM Update)      | 1             |
| Germany (GfK)                          | 91            |
| New Zealand (Recorded Music NZ)        | 50            |

| Chart (1997)             | Posición |
| ------------------------ | -------- |
| Canada Top Singles (RPM) | 54       |

## Créditos del álbum
|  | Personnel - Toby McKeehan – vocals - Michael Tait – vocals - Kevin Max Smith – vocals - Dann Huff – guitar - Otto Price – bass guitar - Scott Williamson – hat and fills - Todd Collins – Conga, Cabasa - Mark Heimermann – double bass, Hammond B-3 | Production - Toby McKeehan – production - Mark Heimermann – programming, production - Todd Collins – programming |